# Xen Cloud Platform
Xen Cloud Platform (XCP) — платформа для розгортання та управління роботою хмарної інфраструктури, що розвивається силами спільноти розробників Xen.  XCP можна використовувати як автономне рішення для розгортання сервісу оренди віртуальних серверів, приватних хмарних оточень і інфраструктур промислової віртуалізації, так і як базис для нарощування функціональності та створення нових програмних рішень, побудованих поверх кодової бази XCP. 
Консолідація серверів підприємства та їхнє розміщення без прив'язки до фізичного устаткуванню в інфраструктурі віртуалізації дозволяє підвищити гнучкість, збільшити безпеку і знизити витрати, за рахунок раціональніших витрат ресурсів (апаратне забезпечення не простоює і навантажується рівномірно, нові сервери докуповуються в міру необхідності, кожен сервіс не перетинається в ОС з іншими сервісами і запускається в окремому оточенні).  Підтримка стандартних API в платформі XCP дає можливість у разі непередбачених проблем, наприклад, при нестачі потужності обладнання в пікові моменти, перенести частину «хмари» в зовнішні системи, такі як Amazon EC2, Rackspace Cloud Servers або GoGrid.  Технологія XenMotion дозволяє організувати роботу високонадійних конфігурацій за рахунок гарячого резервного копіювання віртуальних машин і спільного використання поділюваних ресурсів. 
Платформа XCP є вільним (GPLv2) відгалуженням від продукту Citrix XenServer.  Розробники гарантують, що XCP завжди буде доступний під вільною ліцензією і всі частини проекту будуть відкриті.  Завантажувальний пакунок XCP оформлений у вигляді готового iso-образу (400 Мб), заснованого на CentOS та адаптованого для швидкого розгортання хост-системи (Dom0).  У комплект входять всі необхідні драйвери та модулі для підтримки популярних хмарних інфраструктур.  Для дистрибутивів Debian та Ubuntu надана можливість установки штатного інструментарію XenAPI із спеціального сховища, що дозволяє на базі Debian та Ubuntu створити варіант сервера віртуалізації, повністю функціонально еквівалентний стандартному дистрибутиву XCP.

## Особливості
Загальні особливості платформи XCP: 
- Єдиний керуючий інтерфейс XAPI, який написаний на мові OCaml і є надбудовою над XenAPI, дозволяє конфігурувати, розподіляти ресурси і контролювати роботу окремих хостів і груп.  Використовуючи XAPI, сторонні виробники отримують можливість написання власних модулів управління, наприклад, вже реалізовано кілька вільних і комерційних GUI-інтерфейсів для управління XCP.  Зокрема, доступний широкий спектр додаткових GUI-оболонок, таких як Citrix XenCenter , Xen Orchestra , Xen Cloud Control System (XCCS), OpenXenManager , Xen Web Manager і Zentific.
- Використання віртуального комутатора Open vSwitch для організації мережевої взаємодії між віртуальними машинами;
- Готовий до промислової експлуатації повнофункціональний керуючий інструментарій на базі Xen API;
- Підтримка автоматичного відновлення після збоїв;
- Підтримка гарячого копіювання снапшотів без зупинки роботи запущених оточень (Live snapshot), контрольні точки (checkpoint) і прозора міграція оточень з одного сервера на інший;
- Можливість автоматичної міграції оточень при нестачі ресурсів або для їхнього балансування; автоматичне конфігурування; автоматичне відновлення роботи оточень на інших хостах в разі збою сервера;
- Гнучкі інструменти управління сховищами, мережевими настройками і живленням (power management);
- Відстеження подій: оцінка прогресу виконання операцій і підтримка повідомлень;
- Шифрування потоків інформації з використанням SSL;
- Засоби для масового оновлення систем і установки патчів;
- Моніторинг продуктивності та повідомлення про проблеми в реальному режимі часу;
- Підтримка безшовної інтеграції з останнім релізом cloud-платформи Openstack;
- Як гостьові системи підтримується широкий діапазон Linux-дистрибутивів та версій Windows.  Наявність шаблонів для розгортання гостьових систем з Ubuntu, Fedora, Red Hat Enterprise Linux (RHEL) / CentOS / Oracle Enterprise Linux.  Наявність сертифікованих у Microsoft паравіртуальних драйверів для Windows;
- Підтримка кешування образів віртуальних машин на локальних хостах, що знижує навантаження на мережеве сховище.